# 范妮·拉斯克
范妮·拉斯克（瑞典語：Fanny Rask，1991年5月21日—），瑞典女子冰球运动员。她曾代表瑞典国家队参加2014年和2018年冬季奥林匹克运动会冰球比赛，分别获得第四名和第七名。